# Bartholomä
Bartholomä är en kommun och ort i Ostalbkreis i regionen Ostwürttemberg i Regierungsbezirk Stuttgart i förbundslandet Baden-Württemberg i Tyskland.  Folkmängden uppgår till cirka 2 100 invånare, på en yta av 21 kvadratkilometer.
Kommunen ingår i kommunalförbundet Rosenstein tillsammans med staden Heubach och kommunerna Böbingen an der Rems, Heuchlingen och Mögglingen.